# Roselyn Emmanuel
Roselyn Emmanuel là một cựu cricketer quốc tế đại diện cho cả Tây Ấn và Hoa Kỳ. Cô chơi như một người giữ wicket.
Là một người Saint Lucia, Emmanuel đại diện cho Tây Ấn tại World Cup 1997 ở Ấn Độ, xuất hiện trong tất cả trừ một trong những trò chơi của đội cô. Tuy nhiên, cô chỉ giữ wicket chống lại New Zealand, thay vì chơi như một chuyên gia mở batsman trong hai lần xuất hiện khác (chống lại Ấn Độ và Đan Mạch). Emmanuel tiếp tục chơi cho Saint Lucia trong vài năm sau khi World Cup xuất hiện. Tuy nhiên, cô không bao giờ trở lại đội Tây Ấn. Emmanuel sau đó di cư sang Hoa Kỳ, nơi cô duy trì sự liên quan của mình với dế. Là một trong những cầu thủ giàu kinh nghiệm nhất trong cả nước, cô được bổ nhiệm làm đội trưởng đội tuyển quốc gia Hoa Kỳ cho Giải vô địch châu Mỹ 2009, giải đấu quốc tế đầu tiên. Cô là một trong hai cựu tuyển thủ Tây Ấn trong đội, người còn lại là Candacy Atkins và Doris Francis.